# باين غاب (مسلسل تلفزيوني)
باين غاب هو مسلسل درامي تلفزيوني أسترالي عُرض على منصة نتفليكس وبُث على قناة "أي بي سي" في عام 2018. كتب جريج هادريك  المسلسل المكون من ستة أجزاء، وفيليسيتي باكارد، حيث أخرج مات كينج  جميع حلقات المسلسل الست. أُنتج المسلسل بواسطة شركة سكرين تايم Screentime.

## ملخص
باين غاب هو مسلسل تشويقي مثير، تلفزيوني سياسي، دولي، تدور أحداثه حول منشأة الاستخبارات المشتركة الدفاعية الأسترالية والأمريكية في باين جاب، جنوب غرب مدينة أليس سبرينغز في أستراليا.

## طاقم المسلسل
- باركر سويرز في دور جوس طومسون، مدير البعثة الأمريكية في باين جاب.
- تيس هاوبريش في دور ياسمينا ديليك، قائدة فريق استخبارات الاتصالات الأسترالية الصربية.
- جاكلين ماكنزي في دور كاث سنكلير، نائبة رئيس المنشأة الأسترالية.
- ستيف توسان في دور إيثان جيمس، رئيس المنشأة الأمريكي
- ستيفن كاري بدور جاكوب كيتو، مدير البعثة الأسترالية المكلف من جهاز المخابرات السرية الأسترالية.
- ساشين جواب في دور سيمون بيني، محلل اتصالات للاستخبارات الأسترالية.
- مارك ليونارد وينتر في دور موسى دريفوس، محلل استخبارات للأجهزة الأجنبية الأمريكية.
- كيلتون بيل في دور الدكتور بول دوبين، شيخ شعب أريرنتي وطبيب.
- مادلين مادن بدور إيمي دوبين، ناشطة أريرنت وطالبة قانون، ابنة بول دوبين.
- لويس فيتز جيرالد في دور رودي فوكس، رئيس عمليات المخابرات الأمريكية.
- إدوينا رين في دور إلويز تشامبرز، محللة استخبارات الصور الأمريكية.
- أليس كيوهافونج في دور ديبورا فورا، محللة استخبارات إلكترونية أسترالية لاوسية، في علاقة مثلية
- جيسون تشونغ في دور تشو لين، المدير التنفيذي لشركة التعدين الصينية المملوكة للدولة، شونجوران.
- سيمون كيسيل في دور بيل جيمس، الزوجة الأمريكية لإيثان
- ميلي ألكوك في دور ماريسا، من سكان أليس سبرينغز المحليين.
- مايكل أنتوني تايلور في دور ويل طومسون، والد جوس.